# Polígono Sur (El arte de Las Tres Mil)
Polígono Sur (El arte de Las Tres Mil) es un documental que muestra en primera persona la convivencia en el Polígono Sur y sobretodo en uno de sus barrios,el conocido como Las Tres Mil Viviendas que es la barriada Murillo.. En él se retrata la vida de este barrio del sur de la ciudad de Sevilla. 
El documental se centra en el flamenco, traído, sobre todo, por gitanos venidos de Triana y de otros puntos de la ciudad cuando se edificó este barrio en la segunda mitad del siglo XX.
A pesar de tratarse de un barrio deprimido social y económicamente, el proyecto de Dominique Abel fue musical para que el espectador saliera contento y para que se le transmitiera la alegría de las personas que vivían ahí.
Estuvo nominada al Premio Goya al mejor documental.